# 東都駿台
「東都駿台」（とうとすんだい）は、葛飾北斎の名所浮世絵揃物『冨嶽三十六景』全46図中の1図。落款は「北斎改為一筆」とある。

## 概要
本図は東京都千代田区神田にある神田川南岸の駿河台からの景色を描写している。画面には江戸の住民が行き交う神田川側の坂道と大きな武家屋敷が描かれており、その奥に小さく富士山が添えられている。

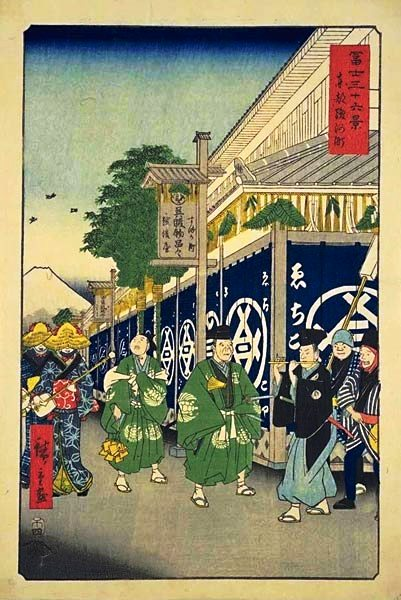
歌川広重『不二三十六景』「東都駿河町」

近傍の神田小川町に富士見坂という名が残されている通り、当地は江戸時代においての富士名所として知られた地であり、天保5年（1834年）に刊行された斎藤月岑の『江戸名所図会』では「昔は神田の台と云。此所より富士峯を望むに、掌上を視るが如し。故に此名ありといえり」と紹介されているほか、河村岷雪の『百富士』「駿河台」や歌川広重の『不二三十六景』「東都駿河町」などで描かれている。
「礫川雪ノ且」と同じく、左上から右下へと向かう対角線構図が強く意識された構成となっており、高台からの眺望であるということを効果的に表現されている。また、荷を担ぐ行商人、巡礼者、供を連れた武士、額に扇をかざす者、風呂敷を担いだ小僧といった画中の人物はキャラクターとして『北斎漫画』の中でも描かれている。